# Кришталь

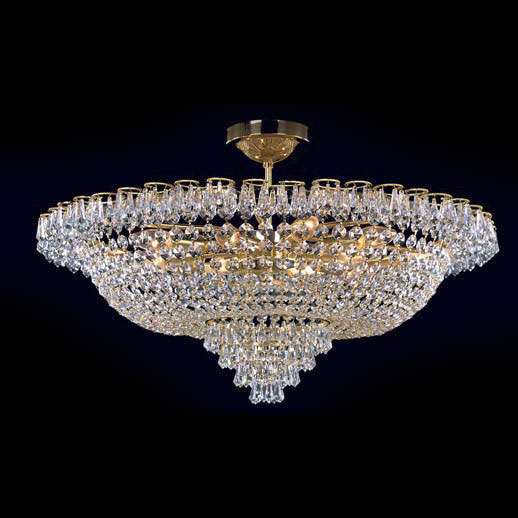
Кришталева люстра

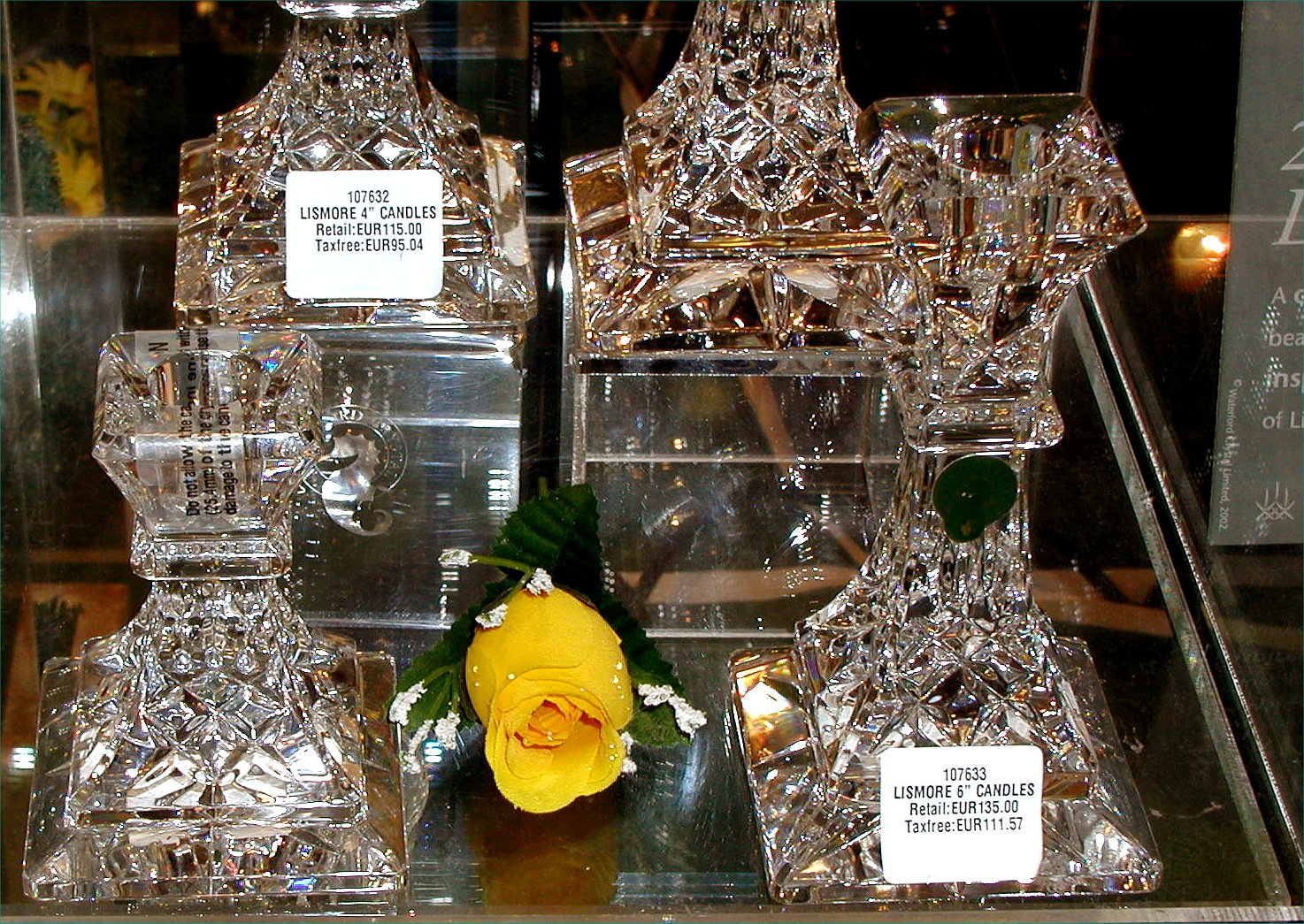
Кришталь

Кришта́ль (від грец. κρύσταλλος — гірський кришталь, англ. crystal, нім. Kristall m) — різновид скла, що містить значну кількість оксиду свинцю (PbO), а також, можливо, оксиду барію (BaO).

## Властивості
Домішок оксиду свинцю збільшує показник заломлення скла і дисперсію світла у ньому (з ювелірного погляду «гру кольору», «вогонь»). Домішок оксиду барію в основному збільшує тільки показник заломлення. Ограновування кришталя, подібно до ограновування коштовних каменів, дозволяє кришталю повною мірою проявити властивості, обумовлені великим показником заломлення і дисперсією.

## Історія
Додавання оксиду свинцю до скляної маси практикувалося ще на зорі отримування скла, у Стародавньому Єгипті та Межиріччі. Проте кришталь у більш-менш сучасній формі був отриманий тільки 1676 року англійським майстром Джорджем Рейвенскрофтом (англ. George Ravenscroft). Він з'ясував, що введення свинцю до складу скла під час його плавки сприяє поліпшенню його характеристик. Серед перших проблем такого підходу були синювате забарвлення і тріщини на поверхні скла. Підвищений вміст свинцю допоміг подолати ці проблеми. Майстер продовжував тонку роботу зі складом, домагаючись досконалості.

## Види
Бакара (англ. Baccara, нім. Backara) — цінний сорт кришталю. Назва походить від французького міста Баккари, де видобувають цей мінерал.